# Apaseo el Grande (kommun)
Apaseo el Grande är en kommun i Mexiko.   Den ligger i delstaten Guanajuato, i den centrala delen av landet, 200 km nordväst om huvudstaden Mexico City.
Följande samhällen finns i Apaseo el Grande:
- Apaseo el Grande
- El Castillo
- Coachiti
- La Labor
- San José Viborillas
- La Purísima
- Rancho Nuevo la Concepción
- Ojo Zarco
- Rancho Viejo
- El Tesoro
- San Ignacio
- Escobedo
- Dulces Nombres